# FOM – Hochschule für Oekonomie und Management
Die  FOM Hochschule (kurz FOM, juristisch FOM Hochschule für Oekonomie & Management gemeinnützige Gesellschaft mbH) ist eine private, staatlich anerkannte Hochschule mit Hauptsitz in Essen, die hauptsächlich betriebswirtschaftliche, ingenieur- und gesundheitswissenschaftliche Studiengänge für Berufstätige und Auszubildende anbietet. Die FOM gilt seit dem Jahr 2018 – damals mit über 50.000 Studierenden – als eine der größte Hochschulen in Deutschland, Träger ist die gemeinnützige Stiftung Bildungscentrum der Wirtschaft. Die Hochschule bietet auch Promotionsprogramme in Kooperation mit internationalen Partneruniversitäten an. 

## Geschichte

Historische Logos

1990 gründeten Essener Unternehmens- und Wirtschaftsverbände eine private Fachhochschule für Berufstätige und Auszubildende. Nach der Gründung im Jahr 1991 erhielt die Fachhochschule für Oekonomie & Management schließlich 1993 die staatliche Anerkennung, sodass zum Wintersemester 1994/95 mit 149 Studierenden der Studienbetrieb anlief. In den folgenden Jahren expandierte die FOM und es wurden Studienzentren an weiteren Standorten in Deutschland erschlossen.
Im Jahr 2010 erfolgte die Umbenennung in FOM Hochschule für Oekonomie & Management, da zum einen im Rahmen des Bologna-Prozesses in Deutschland die Umstellung der Studiengänge auf das zweistufige Bachelor-/Master-System erfolgte und bezüglich der Abschlussbezeichnungen nicht mehr zwischen den einzelnen Hochschultypen, an denen der Hochschulabschluss erworben wurde, unterschieden wurde, zum anderen der Fokus stärker aufgrund Entwicklungen im Hochschulsektor im internationalen Kontext auf eine wissenschaftlich fundierte Ausbildung gelegt werden konnte. An den Studiengängen und Abschlüssen der FOM änderte sich durch die Umbenennung nichts. Auch das Logo FOM als Markenzeichen blieb erhalten.
Seit dem Wintersemester 2009/10 ist die FOM Hochschule Mitglied im Erasmus-Programm. Im Januar 2012 wurde die FOM Hochschule von der FIBAA systemakkreditiert. 2018 erfolgte durch die FIBAA die System-Reakkreditierung für weitere acht Jahre, sodass die FOM nach aktuellem Stand bis Ende des Sommersemesters 2027 das Qualitätsmerkmal „systemakkreditierte Hochschule“ trägt. Seit März 2013 ist die FOM Hochschule Mitglied im Stifterverband für die Deutsche Wissenschaft im Rahmen des Qualitätsnetzwerks Duales Studium.

## Organisation
Die Bildungseinrichtung befindet sich ebenso wie die eufom Business School, eine Reihe von Verwaltungs- und Wirtschaftsakademien und ehemals die Hessische Berufsakademie in Trägerschaft der Essener Stiftung BildungsCentrum der Wirtschaft (BCW).
Die wissenschaftliche Leitung besteht aus Rektor und Kanzler (gleichzeitig Teil der Geschäftsführung) sowie vier Vize-Kanzlern und drei Prorektoren (Lehre, Forschung, Qualität und Innovation). Für die einzelnen Fachgebiete gibt es derzeit acht Dekane. Daneben wird die Hochschule von einem Beirat der Senatoren beraten. Für nicht-wissenschaftliche Aufgaben ist je Standort eine Geschäftsführung tätig, die jedoch der Gesamtgeschäftsführung mit Sitz in Essen unterstellt ist. Für den wissenschaftlichen Teil selbst sind regionale Studienleiter tätig. Inhaltliche Ansprechpartner sind neben den Dozenten auch die jeweiligen bundesweit zuständigen Modulleiter. Durch die Aufteilung in Module soll ein möglichst einheitlich strukturiertes und hinsichtlich der Qualifikation vergleichbares Studienangebot gewährleistet werden. Darüber hinaus können durch eine solche Verzahnung die Kosten der Studiengänge gesenkt werden. Nach eigenen Angaben hat die FOM Hochschule mehr als 470 hauptberuflich Lehrende und 1500 Lehrbeauftragte. Eine genaue Anzahl über die nicht in der Lehre tätigen Mitarbeiter der FOM Hochschule lässt sich nicht öffentlich recherchieren. Dies hat den Hintergrund, dass oftmals Mitarbeiter der FOM Hochschule, als bekanntestes Produkt der BCW-Gruppe, ebenfalls noch für die anderen Bildungseinrichtungen tätig sind. Nach eigenen Angaben beschäftigt die BCW-Gruppe mehr als 1000 Personen.

## eufom Business School der FOM Hochschule
Die eufom ist die Business School der FOM Hochschule und bietet derzeit an neun Hochschulzentren in Deutschland siebensemestrige deutsch-englischsprachige Bachelor-Studiengänge in Vollzeit an. Das Studienkonzept der eufom Business School sieht nicht nur die Wissensvermittlung vor, sondern möchte auch die individuelle Persönlichkeitsentwicklung insbesondere Talente, individuellen Kompetenzen und Fähigkeiten der Studierenden fördern, z. B. durch persönliche Unterstützung eines „Academic Coach“, 360°-Feedback-Gespräche oder die Erstellung eines individuellen Kompetenzprofils für den Lebenslauf.

## Standorte

### Deutschland und Österreich
Insgesamt gibt es in Deutschland 33 Hochschulzentren, an denen – zum Teil in Kooperation mit anderen Hochschulen – viele der Studiengänge belegt werden können: Aachen, Augsburg, Berlin, Bochum, Bonn, Bremen, Dortmund, Duisburg, Düsseldorf, Essen, Frankfurt am Main, Gütersloh, Hagen, Hamburg, Hannover, Herne, Karlsruhe, Kassel, Koblenz, Köln, Leipzig, Mainz, Mannheim, Marl, München, Münster, Neuss, Nürnberg, Saarbrücken, Siegen, Stuttgart, Wesel und Wuppertal. Seit 2019 gibt es die FOM Hochschule auch in Wien.
Die eufom Business School gibt es in Dortmund, Düsseldorf, Frankfurt am Main, Hamburg, Köln, München, Münster und Stuttgart.

### China
Seit 2003 führte die Hochschule an zwei Standorten in China den deutschsprachigen Studiengang zum Diplom-Kaufmann (FH) durch. Das erste Studienzentrum lag in Langfang bei Peking und war ein Kooperationsprojekt mit der Shanxi University of Finance & Economics (SUFE). Inzwischen findet die Ausbildung zum Bachelor of Business Administration auf dem Campus der SUFE in Taiyuan statt.
Das zweite Studienzentrum nahm im September 2004 in Taian (Provinz Shandong) seinen Betrieb in Kooperation mit der Shandong Agricultural University (SDAU) auf. Auch an diesem Standort werden chinesische Studenten in einem gemeinsamen Studiengang auf den Abschluss Bachelor of Business Administration vorbereitet.
Im Jahr 2013 sind die FOM Chinaprogramme an die FOM German-Sino School of Business & Technology gebündelt. Zurzeit sind rund 2.000 chinesische Studierende an der German-Sino School eingeschrieben. Mehr als 4.000 Absolventen sind nun im deutsch- und chinesischen Wirtschaftsumfeld tätig.

## Studienangebot
Das Studium ist ähnlich strukturiert wie an staatlichen Hochschulen, das heißt, es wird eine Einteilung in Semester vorgenommen. Das Studium orientiert sich an den Vorgaben des Bologna-Prozesses, so dass sowohl für Lehrende als auch für Studierende eine starke Strukturierung besteht. Vorlesungen finden in Präsenzform ohne Präsenzpflicht statt, oder im Digitalem Live-Studium als Live-Vorlesungen mit Mediathek.

### Kosten
Die Studiengebühren belaufen sich auf durchschnittlich 16.303 Euro für ein Bachelorstudium und 12.377 Euro für ein Masterstudium bzw. 13.800 Euro für ein MBA-Studium (Stand: 2023). Die Gesamtkosten ergeben sich dabei aus monatlichen Raten, die zwischen 345 Euro und 595 Euro liegen. Zuzüglich werden von der FOM weitere einmalige Kosten erhoben, z. B. für die Prüfungsanmeldung der Abschlussarbeit oder Gebühren für das Hochschulzertifikat. Ein Stipendiensystem gibt es nicht. In der Praxis beteiligen sich Arbeitgeber oftmals an den Kosten.

### Studium
Um die Zielgruppe der Berufstätigen erreichen zu können, finden in vielen Studiengängen Veranstaltungen unter der Woche abends und am Samstag statt. Je nach Studienort und Bedarf werden einzelne Studiengänge aber auch in Form eines Tagesstudiums (zwei Wochentage, ganztägig) angeboten. Inzwischen werden aber auch Bachelorstudiengänge in Vollzeit angeboten.
Für Berufstätige dauert das Bachelor-Studium in Teilzeit an der FOM Hochschule sieben Semester, das Master-Studium je nach Studiengang vier bis fünf Semester.
Die Studiengänge sind in sogenannten Hochschulbereichen organisiert:
- Hochschulbereich Wirtschaft & Management
- Hochschulbereich Wirtschaft & Psychologie
- Hochschulbereich Wirtschaft & Recht
- Hochschulbereich IT Management
- Hochschulbereich Ingenieurwesen
- Hochschulbereich Gesundheit & Soziales
- Hochschulbereich Offene Hochschule

Darüber hinaus bietet die FOM ein duales Studium unterschiedlicher Modellausrichtungen an. So wird beispielsweise das Modell des ausbildungsintegrierten dualen Studiengangs angeboten, in welchem Absolventinnen und Absolventen nicht nur einen Hochschulabschluss (Bachelor) erwerben, sondern auch einen Berufsabschluss.
Ein weiterer Sonderbereich ist die „Offene Hochschule“. Hier steht im Fokus die Durchlässigkeit zwischen beruflicher und akademischer Bildung mit dem Ziel, dass bereits erworbene Berufsabschlüsse oder erworbene Kompetenzen durch berufliche Fortbildungen auf ein Studium angerechnet werden können. Konkret bedeutet dies, dass Studienzeit und Studiengebühren gespart werden kann.

### eufom Business School der FOM Hochschule
Die eufom Business School der FOM bietet siebensemestrige Bachelor-Studiengänge mit wirtschaftswissenschaftlicher Basis und internationaler Ausrichtung für (Fach-)Abiturienten an. Das Studium ist ein Vollzeit-Studium.
Die Studiengänge:
- International Business Management[33]
- Business Psychology[34]
- Marketing & Digital Media[35]
- Law & Digital Business

## Forschung
Im Gegensatz zur Organisationsstruktur an beispielsweise klassischen staatlichen Universitäten, ist die FOM nicht in einer typischen Lehrstuhl- bzw. Fachgebietsstruktur organisiert. Professoren haben demzufolge keine wissenschaftlichen Mitarbeiter und sind auch nicht dazu verpflichtet Forschung zu betreiben, sondern müssen nach vertraglicher Ausgestaltung ihrer Lehrverpflichtung nachgehen. Da Forschung jedoch zu den sogenannten Dienstaufgaben einer Fachhochschule gehört, betrachtet auch die FOM Forschung als strategisches Ziel. Demzufolge können sich seit der Gründung von Forschungseinrichtungen, den Instituten und KompetenzCentren der FOM, Professoren im Rahmen der Eigen- und Drittmittelförderung in eine anwendungsorientierte Forschungslandschaft etablieren. Dabei werden sie von einem professionellen Forschungsmanagement, der Abteilung Support Forschung, unterstützt. Zu dessen Aufgaben gehören u. a. die Abwicklung von Verwaltungsprozessen, sodass sich die Forschenden primär auf die jeweiligen Forschungsgebiete fachlicher Natur konzentrieren können. Die Hochschule liefert einen jährlichen Forschungsbericht, in welchem eigene Angaben zu den einzelnen Forschungsleistungen publiziert werden.

### Wissenschaftliche Einrichtungen und Institute

Logo des Instituts für Logistik und Dienstleistungsmanagement (ild)

Die Hochschule unterhält insgesamt 11 Forschungsinstitute und 15 „KompetenzCentren“:
- Institute of Automation & Industrial Management (iaim)
- Institut für Arbeit & Personal (iap)
- Institut für Empirie & Statistik (ifes)
- Institut für Gesundheit & Soziales (ifgs)
- Institut für IT-Management & Digitalisierung (ifid)
- Institut für Public Management (ifpm)
- Institut für Logistik- & Dienstleistungsmanagement (ild)
- Institut für Personal- & Organisationsforschung (ipo)
- Institute for Strategic Finance (isf)
- Institut für Wirtschaftspsychologie (iwp)
- Institute of Management & Information Systems (mis)
- KompetenzCentrum für Accounting & Taxation (KCAT)
- German-Sino Competence Center of Business & Technology (KCBT)
- KompetenzCentrum für Corporate Social Responsibility (KCC)
- KompetenzCentrum für Didaktik in der Hochschullehre für Berufstätige (KCD)
- KompetenzCentrum für Entrepreneurship & Mittelstand (KCE)
- KompetenzCentrum für Future Mobility (KCFM)
- KompetenzCentrum für interdisziplinäre Wirtschaftsforschung & Verhaltensoekonomie (KCI)
- KompetenzCentrum für Medizinoekonomie (KCM)
- KompetenzCentrum für Management im Gesundheits- und Sozialwesen (KCG)
- KompetenzCentrum für Marketing & Sales Management (KCMS)
- KompetenzCentrum für nachhaltige Entwicklung (KCN)
- KompetenzCentrum für Qualitative Forschung (KCQF)
- KompetenzCentrum für Technologie- & Innovationsmanagement (KCT)
- KompetenzCentrum für Unternehmensführung & Corporate Governance (KCU)
- KompetenzCentrum für angewandte Volkswirtschaftslehre (KCV)
- KompetenzCentrum für Wirtschaftsrecht (KCW)

### Trivia
Seit Anfang 2015 „firmiert“ das frühere Deutsche Institut für Portfoliostrategien (dips) als Institute for Strategic Finance (isf).

## Kooperationen

### Unternehmenskooperationen
In Kooperation mit einigen Unternehmen bietet die Hochschule Abiturienten und Schulabgängern mit Fachhochschulreife die Möglichkeit, parallel zur praktischen Berufsausbildung im Unternehmen ein Hochschulstudium zu absolvieren. Kooperationspartner sind unter anderem:
- Commerzbank (Standort Düsseldorf)[40]
- Santander Consumer Technology Services GmbH[41]
- Deutsche Telekom[42]
- Bertelsmann[43]
- Innogy SE[44]
- TFC Käufer[45]

### Internationale Hochschulkooperationen
Die FOM unterhält derzeit folgende internationale Hochschulkooperationen:
- Afrika: Universität Kapstadt
- Australien: International College of Management, Sydney
- China:
  - Beijing Institute of Petrochemical Technology, Peking
  - Shandong Agricultural University, Tai’an
  - Shanxi University of Finance & Economics, Taiyuan
  - College of Mobile Telecommunications, Chongqing University of Posts and Telecommunications, Chongqing
  - Universität Wuhan, Wuhan
- Frankreich: Université du Littoral Côte d’Opale
- Vereinigtes Königreich von Großbritannien und Nordirland:
  - University of Central Lancashire
  - University of South Wales
- Island: Universität Bifröst
- Niederlande: Vrije Universiteit Amsterdam
- Spanien: Katholische Universität Murcia
- Ungarn: Universität Sopron
- USA:
  - Mercer University, Macon (Georgia)
  - Pace University, New York City
  - University of San Diego